# Wereldkampioenschappen synchroonzwemmen 1978 – Solo vrouwen
De solo vrouwen tijdens de wereldkampioenschappen synchroonzwemmen 1978 vond plaats in West-Berlijn, Duitsland.
In totaal 91 deelnemers deden mee aan een voorronde met een technische routine. De beste 15 deelnemers deden vervolgens een figur kür, waarbij slechts één deelnemer per land aan deze fase mocht deelnemen. De beste tien deelnemers van de voorronde namen deel aan de kwalificatie, waarnaar de beste acht zich kwalificeerde voor de finale.

## Uitslag
De eerste acht solisten, hier aangegeven met groen, gingen door naar de finale.
| Rang   | Naam                     | Land                | Voorronde | Voorronde | Kwalificatie  | Kwalificatie  | Finale        | Finale        |
| Rang   | Naam                     | Land                | Punten    | Rang      | Punten        | Rang          | Punten        | Rang          |
| ------ | ------------------------ | ------------------- | --------- | --------- | ------------- | ------------- | ------------- | ------------- |
| Goud   | Helen Vanderburg         | Canada              | 90,2490   | 1         | 186,2490      | 1             | 187,8490      | 1             |
| Zilver | Pamela Tryon             | Verenigde Staten    | 86,6990   | 4         | 180,2990      | 2             | 181,4990      | 2             |
| Brons  | Yasuko Unezaki           | Japan               | 86,6500   | 5         | 178,0500      | 3             | 179,6500      | 3             |
| 4      | Jacqueline Cox           | Verenigd Koninkrijk | 87,5660   | 3         | 176,9660      | 4             | 177,3660      | 4             |
| 5      | Renate Baur              | Zwitserland         | 80,1330   | 22        | 162,3330      | 5             | 164,3330      | 5             |
| 6      | Marijke Engelen          | Nederland           | 76,7660   | 31        | 159,3660      | 6             | 161,1660      | 6             |
| 7      | Donella Burridge         | Australië           | 74,7670   | 37        | 155,1670      | 7             | 157,3670      | 7             |
| 8      | Sally Ann Jenkins        | Nieuw-Zeeland       | 75,2340   | 36        | 152,2340      | 8             | 155,2340      | 8             |
| 9      | P. Loftus Jimenez        | Mexico              | 70,7000   | 56        | 150,9840      | 9             | Uitgeschakeld | Uitgeschakeld |
| 10     | Ines Brormann            | Duitsland           | 73,6500   | 40        | 150,2500      | 10            | Uitgeschakeld | Uitgeschakeld |
| 11     | Asa Anderson             | Zweden              | 69,8630   | 61        | 144,4330      | 11            | Uitgeschakeld | Uitgeschakeld |
| 12     | Alexandra Worisch        | Oostenrijk          | 62,3830   | 74        | 139,3170      | 12            | Uitgeschakeld | Uitgeschakeld |
| 13     | Manal Eid                | Egypte              | 61,5000   | 79        | 123,9000      | 13            | Uitgeschakeld | Uitgeschakeld |
| 14     | Lone Jensen              | Denemarken          | 60,1170   | 78        | 121,1170      | 14            | Uitgeschakeld | Uitgeschakeld |
| 15     | Cristina Ferrucci        | Italië              | 51,5840   | 83        | 110,3840      | 15            | Uitgeschakeld | Uitgeschakeld |
| 16     | Michelle Beaulieu        | Verenigde Staten    | 89,5500   | 2         | Uitgeschakeld | Uitgeschakeld | Uitgeschakeld | Uitgeschakeld |
| 17     | Yasuko Fujiwara          | Japan               | 86,0830   | 6         | Uitgeschakeld | Uitgeschakeld | Uitgeschakeld | Uitgeschakeld |
| 18     | Masako Fujiwara          | Japan               | 84.8000   | 7         | Uitgeschakeld | Uitgeschakeld | Uitgeschakeld | Uitgeschakeld |
| 19     | Marie-Josee Poulin       | Canada              | 84,4500   | 8         | Uitgeschakeld | Uitgeschakeld | Uitgeschakeld | Uitgeschakeld |
| 20     | Linda Shelley            | Verenigde Staten    | 84,4170   | 9         | Uitgeschakeld | Uitgeschakeld | Uitgeschakeld | Uitgeschakeld |
| 21     | Michelle Calkins         | Canada              | 84,3500   | 10        | Uitgeschakeld | Uitgeschakeld | Uitgeschakeld | Uitgeschakeld |
| 22     | Ikuko Abe                | Japan               | 84,2330   | 11        | Uitgeschakeld | Uitgeschakeld | Uitgeschakeld | Uitgeschakeld |
| 23     | Kiki Anderson            | Canada              | 83,5660   | 12        | Uitgeschakeld | Uitgeschakeld | Uitgeschakeld | Uitgeschakeld |
| 24     | Gerri Brandley           | Verenigde Staten    | 83,4840   | 13        | Uitgeschakeld | Uitgeschakeld | Uitgeschakeld | Uitgeschakeld |
| 25     | Kinuyo Okada             | Japan               | 83,4860   | 14        | Uitgeschakeld | Uitgeschakeld | Uitgeschakeld | Uitgeschakeld |
| 26     | Michele Barone           | Verenigde Staten    | 82,4160   | 15        | Uitgeschakeld | Uitgeschakeld | Uitgeschakeld | Uitgeschakeld |
| 27     | Jane Geoppinger          | Verenigde Staten    | 82,2670   | 16        | Uitgeschakeld | Uitgeschakeld | Uitgeschakeld | Uitgeschakeld |
| 28     | Chieko Okamura           | Japan               | 81,5340   | 17        | Uitgeschakeld | Uitgeschakeld | Uitgeschakeld | Uitgeschakeld |
| 29     | Lyne Carrier             | Canada              | 81,4670   | 18        | Uitgeschakeld | Uitgeschakeld | Uitgeschakeld | Uitgeschakeld |
| 30     | Sandra Mcdermot          | Canada              | 80,3000   | 19        | Uitgeschakeld | Uitgeschakeld | Uitgeschakeld | Uitgeschakeld |
| 31     | Narue Fujiwara           | Japan               | 80,2330   | 20        | Uitgeschakeld | Uitgeschakeld | Uitgeschakeld | Uitgeschakeld |
| 32     | R. Price                 | Verenigde Staten    | 80,1660   | 21        | Uitgeschakeld | Uitgeschakeld | Uitgeschakeld | Uitgeschakeld |
| 33     | Gudrun Hänisch           | Duitsland           | 79,8170   | 23        | Uitgeschakeld | Uitgeschakeld | Uitgeschakeld | Uitgeschakeld |
| 34     | Caroline Sturzenegger    | Zwitserland         | 79,7170   | 24        | Uitgeschakeld | Uitgeschakeld | Uitgeschakeld | Uitgeschakeld |
| 35     | Tami Allen               | Verenigde Staten    | 79,1500   | 26        | Uitgeschakeld | Uitgeschakeld | Uitgeschakeld | Uitgeschakeld |
| 36     | ?                        | Canada              | 78,4340   | 26        | Uitgeschakeld | Uitgeschakeld | Uitgeschakeld | Uitgeschakeld |
| 37     | Andrea Holland           | Verenigd Koninkrijk | 78,3500   | 27        | Uitgeschakeld | Uitgeschakeld | Uitgeschakeld | Uitgeschakeld |
| 38     | Martine Simard           | Canada              | 78,1330   | 28        | Uitgeschakeld | Uitgeschakeld | Uitgeschakeld | Uitgeschakeld |
| 39     | Nancy Bedard             | Canada              | 78,0830   | 29        | Uitgeschakeld | Uitgeschakeld | Uitgeschakeld | Uitgeschakeld |
| 40     | Erin Barr                | Verenigde Staten    | 76,8160   | 30        | Uitgeschakeld | Uitgeschakeld | Uitgeschakeld | Uitgeschakeld |
| 41     | Robin Anderson           | Canada              | 76,5170   | 32        | Uitgeschakeld | Uitgeschakeld | Uitgeschakeld | Uitgeschakeld |
| 42     | Ikue Ogawa               | Japan               | 76,4670   | 33        | Uitgeschakeld | Uitgeschakeld | Uitgeschakeld | Uitgeschakeld |
| 43     | Caroline Holmyard        | Verenigd Koninkrijk | 75,8000   | 34        | Uitgeschakeld | Uitgeschakeld | Uitgeschakeld | Uitgeschakeld |
| 44     | Carolyn Wilson           | Verenigd Koninkrijk | 75,4340   | 35        | Uitgeschakeld | Uitgeschakeld | Uitgeschakeld | Uitgeschakeld |
| 45     | Mireya Andrade           | Mexico              | 74,0170   | 38        | Uitgeschakeld | Uitgeschakeld | Uitgeschakeld | Uitgeschakeld |
| 46     | Lisa Steanes-Cristophe   | Australië           | 73,8000   | 39        | Uitgeschakeld | Uitgeschakeld | Uitgeschakeld | Uitgeschakeld |
| 47     | Judy Garrett             | Verenigd Koninkrijk | 73,5000   | 41        | Uitgeschakeld | Uitgeschakeld | Uitgeschakeld | Uitgeschakeld |
| 48     | Gabriele Terroba         | Mexico              | 73,4830   | 42        | Uitgeschakeld | Uitgeschakeld | Uitgeschakeld | Uitgeschakeld |
| 49     | Judith van den Berg      | Nederland           | 72,8670   | 43        | Uitgeschakeld | Uitgeschakeld | Uitgeschakeld | Uitgeschakeld |
| 50     | Petri Engels             | Nederland           | 72,6670   | 44        | Uitgeschakeld | Uitgeschakeld | Uitgeschakeld | Uitgeschakeld |
| 51     | Marjan van den Broek     | Nederland           | 72,6000   | 45        | Uitgeschakeld | Uitgeschakeld | Uitgeschakeld | Uitgeschakeld |
| 52     | Ines Gerber              | Zwitserland         | 72,4500   | 46        | Uitgeschakeld | Uitgeschakeld | Uitgeschakeld | Uitgeschakeld |
| 53     | Janette Clark            | Verenigd Koninkrijk | 72,3830   | 47        | Uitgeschakeld | Uitgeschakeld | Uitgeschakeld | Uitgeschakeld |
| 54     | Irene Singer             | Zwitserland         | 72,3340   | 48        | Uitgeschakeld | Uitgeschakeld | Uitgeschakeld | Uitgeschakeld |
| 55     | Catrien Eijken           | Nederland           | 71,9340   | 49        | Uitgeschakeld | Uitgeschakeld | Uitgeschakeld | Uitgeschakeld |
| 56     | Sonja Falkner            | Duitsland           | 71,9000   | 50        | Uitgeschakeld | Uitgeschakeld | Uitgeschakeld | Uitgeschakeld |
| 57     | Sasha Roderer            | Zwitserland         | 71,8000   | 51        | Uitgeschakeld | Uitgeschakeld | Uitgeschakeld | Uitgeschakeld |
| 58     | Liesbeth van Hoorn       | Nederland           | 71,2690   | 52        | Uitgeschakeld | Uitgeschakeld | Uitgeschakeld | Uitgeschakeld |
| 59     | Kay Spencer              | Verenigd Koninkrijk | 71,0914   | 53        | Uitgeschakeld | Uitgeschakeld | Uitgeschakeld | Uitgeschakeld |
| 60     | Philippa Sutton          | Verenigd Koninkrijk | 70,9340   | 54        | Uitgeschakeld | Uitgeschakeld | Uitgeschakeld | Uitgeschakeld |
| 61     | Vera Verloop             | Nederland           | 70,8030   | 55        | Uitgeschakeld | Uitgeschakeld | Uitgeschakeld | Uitgeschakeld |
| 62     | Cornelia Blanc           | Zwitserland         | 70,3640   | 57        | Uitgeschakeld | Uitgeschakeld | Uitgeschakeld | Uitgeschakeld |
| 63     | Elke Kloss               | Duitsland           | 70,2670   | 58        | Uitgeschakeld | Uitgeschakeld | Uitgeschakeld | Uitgeschakeld |
| 64     | Maja Mast                | Zwitserland         | 70,1840   | 59        | Uitgeschakeld | Uitgeschakeld | Uitgeschakeld | Uitgeschakeld |
| 65     | Petra Jaspers            | Nederland           | 70,1670   | 60        | Uitgeschakeld | Uitgeschakeld | Uitgeschakeld | Uitgeschakeld |
| 66     | Belinda Bosch            | Nederland           | 69,6990   | 62        | Uitgeschakeld | Uitgeschakeld | Uitgeschakeld | Uitgeschakeld |
| 67     | Brigitte Serwonski       | Duitsland           | 69,6500   | 63        | Uitgeschakeld | Uitgeschakeld | Uitgeschakeld | Uitgeschakeld |
| 68     | Ingrid May               | Duitsland           | 69,6320   | 64        | Uitgeschakeld | Uitgeschakeld | Uitgeschakeld | Uitgeschakeld |
| 69     | Jacinta Murray           | Verenigd Koninkrijk | 68,9000   | 65        | Uitgeschakeld | Uitgeschakeld | Uitgeschakeld | Uitgeschakeld |
| 70     | Lidia van Veen           | Nederland           | 68,8170   | 66        | Uitgeschakeld | Uitgeschakeld | Uitgeschakeld | Uitgeschakeld |
| 71     | Kerstin Appelstrom       | Zweden              | 68,1840   | 67        | Uitgeschakeld | Uitgeschakeld | Uitgeschakeld | Uitgeschakeld |
| 72     | Annette Schubert         | Duitsland           | 68,1170   | 68        | Uitgeschakeld | Uitgeschakeld | Uitgeschakeld | Uitgeschakeld |
| 73     | Elisabeth Stenzel        | Duitsland           | 67,9000   | 69        | Uitgeschakeld | Uitgeschakeld | Uitgeschakeld | Uitgeschakeld |
| 74     | Anne Breekveldt          | Nieuw-Zeeland       | 65,9660   | 70        | Uitgeschakeld | Uitgeschakeld | Uitgeschakeld | Uitgeschakeld |
| 75     | Silvia Grossenbacher     | Zwitserland         | 65,5670   | 71        | Uitgeschakeld | Uitgeschakeld | Uitgeschakeld | Uitgeschakeld |
| 76     | Heike Illner             | Duitsland           | 62,5670   | 72        | Uitgeschakeld | Uitgeschakeld | Uitgeschakeld | Uitgeschakeld |
| 77     | Helene Karstrand Palstam | Zweden              | 62,5700   | 73        | Uitgeschakeld | Uitgeschakeld | Uitgeschakeld | Uitgeschakeld |
| 78     | Eva-Maria Edinger        | Oostenrijk          | 62,3830   | 74        | Uitgeschakeld | Uitgeschakeld | Uitgeschakeld | Uitgeschakeld |
| 79     | Susanne Worm             | Denemarken          | 60,4500   | 76        | Uitgeschakeld | Uitgeschakeld | Uitgeschakeld | Uitgeschakeld |
| 80     | Lone Jensen              | Denemarken          | 60,1170   | 77        | Uitgeschakeld | Uitgeschakeld | Uitgeschakeld | Uitgeschakeld |
| 81     | Claudia Crimini          | Italië              | 54,0670   | 80        | Uitgeschakeld | Uitgeschakeld | Uitgeschakeld | Uitgeschakeld |
| 82     | Serenella Pettini        | Italië              | 53,4170   | 81        | Uitgeschakeld | Uitgeschakeld | Uitgeschakeld | Uitgeschakeld |
| 83     | Hala Hosny               | Egypte              | 52,8330   | 82        | Uitgeschakeld | Uitgeschakeld | Uitgeschakeld | Uitgeschakeld |
| 84     | Annalisa Leo             | Italië              | 51,3000   | 84        | Uitgeschakeld | Uitgeschakeld | Uitgeschakeld | Uitgeschakeld |
| 85     | Maria Assunta Ferri      | Italië              | 50,9170   | 85        | Uitgeschakeld | Uitgeschakeld | Uitgeschakeld | Uitgeschakeld |
| 86     | Omnia Farouk             | Egypte              | 50,0000   | 86        | Uitgeschakeld | Uitgeschakeld | Uitgeschakeld | Uitgeschakeld |
| 87     | Isabella De Sabata       | Italië              | 49,4330   | 87        | Uitgeschakeld | Uitgeschakeld | Uitgeschakeld | Uitgeschakeld |
| 88     | Stefania Montagna        | Italië              | 48,6840   | 88        | Uitgeschakeld | Uitgeschakeld | Uitgeschakeld | Uitgeschakeld |
| 89     | Tatiana Leli             | Italië              | 46,8000   | 89        | Uitgeschakeld | Uitgeschakeld | Uitgeschakeld | Uitgeschakeld |
| —      | Christine Lang           | Duitsland           | DNS       | DNS       | Uitgeschakeld | Uitgeschakeld | Uitgeschakeld | Uitgeschakeld |
| —      | Maria Jose Bilbao        | Spanje              | DNS       | DNS       | Uitgeschakeld | Uitgeschakeld | Uitgeschakeld | Uitgeschakeld |